# Tanya Harding
Pour les articles homonymes, voir Harding.
Tanya Harding (Brisbane, Queensland, 23 janvier 1972 - ) est une joueuse de softball australienne.

## Palmarès
| Date | Compétition             | Lieu    | Rang |
| ---- | ----------------------- | ------- | ---- |
| 1996 | Jeux olympiques de 1996 | Atlanta | 3e   |
| 2000 | Jeux olympiques de 2000 | Sydney  | 3e   |
| 2004 | Jeux olympiques de 2004 | Athènes | 2e   |
| 2008 | Jeux olympiques de 2008 | Beijing | 3e   |

## Citation dans les médias
Dans l'épisode 3 de la neuvième saison de The Office, L'Arbre généalogique, Nellie Bertram invente une parenté avec Tanya Harding à Dwight Schrute.